# Aiguille Purtscheller
Aiguille Purtscheller är en bergstopp i Schweiz. Den ligger i distriktet Martigny i kantonen Valais, i den sydvästra delen av landet, 110 km söder om huvudstaden Bern. Toppen på Aiguille Purtscheller är 3 474 meter över havet.